# گروه کنکورد
گروه کنکورد (انگلیسی: Concord Group) شرکت خوشه‌ای بنگلادشی است، که در سال ۱۹۷۵ تأسیس شد.